# Boseong

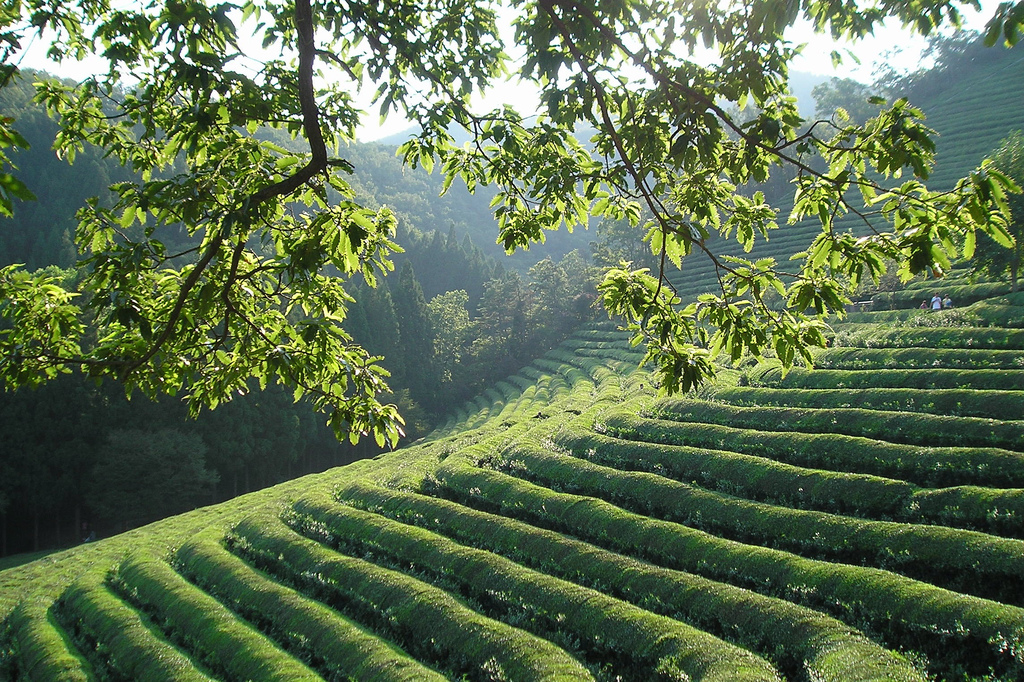
Campos de chá de Boseong.

Boseong é uma divisão administrativa da Coreia do Sul, na província de Jeolla do Sul.